# Знедолені (фільм, 1998)
«Знедолені» (фр. Les Misérables) — кінофільм данського кінорежисера Білле Аугуста 1998 року — екранізація однойменного роману Віктора Гюго.

## Синопсис
Перша половина дев'ятнадцятого століття. Франція. Колишній каторжник Жан Вальжан (Ліам Нісон), засуджений до тюремного ув'язнення за крадіжку хліба, виходить на свободу з каторги, провівши на каменоломнях дев'ятнадцять важких років. Сувора дійсність каторжного життя і довгі роки, проведені на каторзі, де людина людині — вовк, породжують в ньому недовіру і ненависть до світу, що оточує його. З клеймом каторжника, неписьменний і без професійного уміння й досвіду чоловік середніх років не вселяє працедавцям містечка Дінь, куди він прибуває після звільнення, достатньої довіри для його працевлаштування. Єпископ прийняв його, незважаючи на його минуле. Проте, вночі, прокинувшись від страхітливого сну, Жан Вальжан вирішує вкрасти столове срібло єпископа. Єпископа, що випадково застав його під час крадіжки, він ударом в голову збиває з ніг і втікає геть з вкраденим сріблом. Проте, поліція ловить злочинця і приводить його до єпископа. Проте єпископ говорить поліції, що срібло було дароване ним Жану Вальжану, що примушує колишнього злочинця інакше поглянути на життя.
Інспектор паризької поліції Жавер (Джеффрі Раш) вважає упіймання Жана Вальжана справою усього свого життя. Після смерті Фантіни (Ума Турман), жінки, за долю яку Жан Вальжан вважав себе відповідальним, єдиною близькою йому людиною залишається її донька Козетта. Заради щастя дівчинки Жан готовий на все…

## У ролях
| Актор(ка)          |   | Роль            |
| ------------------ | - | --------------- |
| Ліам Нісон         | … | Жан Вальжан     |
| Джон Кенні         | … | Тенардьє        |
| Джеффрі Раш        | … | інспектор Жавер |
| Ума Турман         | … | Фантіна         |
| Клер Дейнс         | … | Козетта         |
| Ганс Метісон       | … | Маріус          |
| Рейне Брінолфссон  | … | капітан Бове    |
| Пітер Вон          | … | єпископ Мірієль |
| Кітлін Байрон      | … | Мати-ігуменя    |
| Девід Біркін       | … | Куфейрак        |
| Бен Кромптон       | … | Грантьє         |
| Джілліан Ганна     | … | мадам Тенардьє  |
| Шейн Герві         | … | Гаврош          |
| Ленні Джеймс       | … | Анжольрас       |
| Тобі Джонс         | … | швейцар         |
| Джуліан Райнд-Татт | … | Баматабуа       |
| Джон Макґлінн      | … | Карно           |

## Визнання
| Нагороди та номінації фільму «Знедолені» | Нагороди та номінації фільму «Знедолені» | Нагороди та номінації фільму «Знедолені» | Нагороди та номінації фільму «Знедолені» | Нагороди та номінації фільму «Знедолені» | Нагороди та номінації фільму «Знедолені» |
| Рік                                      | Нагорода                                 | Категорія                                | Номінант                                 | Результат                                |                                          |
| ---------------------------------------- | ---------------------------------------- | ---------------------------------------- | ---------------------------------------- | ---------------------------------------- | ---------------------------------------- |
| 1998                                     | Каїрський кінофестиваль                  | Золота піраміда                          | Білле Аугуст                             | Номінація                                |                                          |